# Géographie de l'oblast de Léningrad

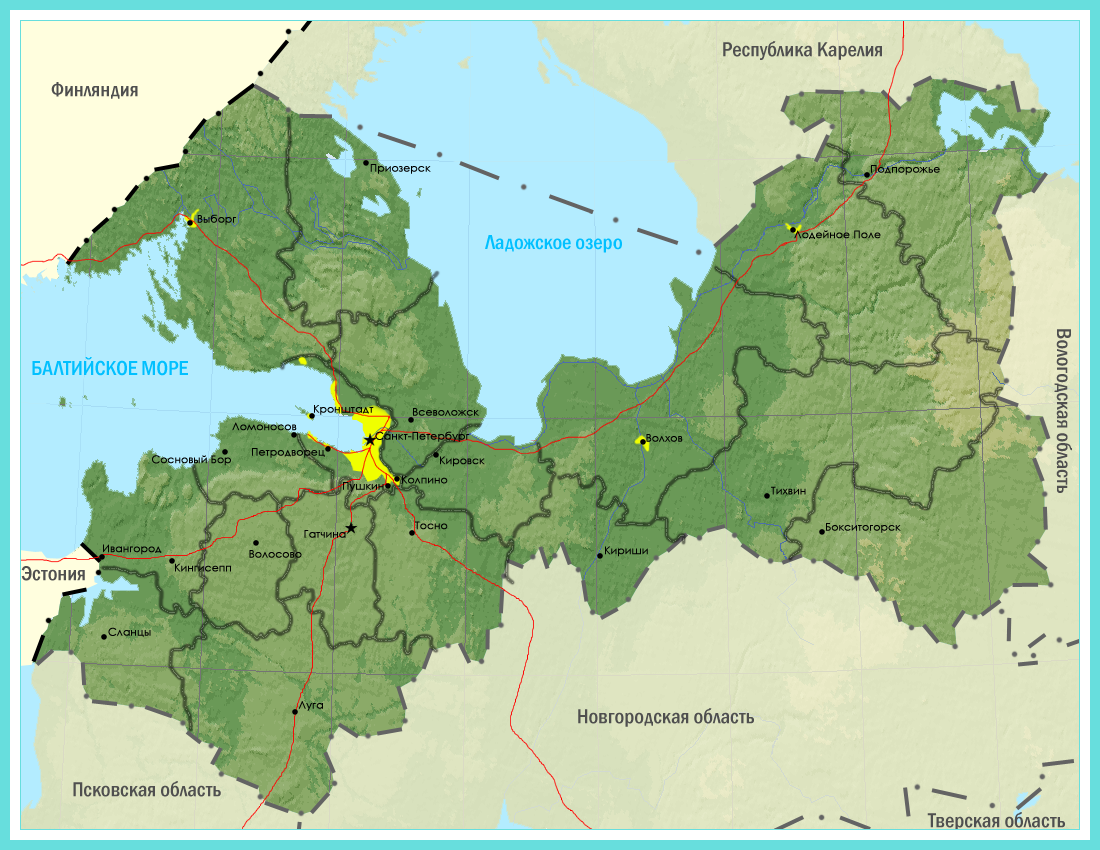
Carte de l'oblast.

 (juin 2024).
L'oblast de Léningrad est un sujet de Russie européenne composé de 18 raïons et équivalents ayant pour capitale la ville de Gatchina. S'étendant sur 83 908 km2, soit 0,49 % de la Russie, elle est la 39e région la plus grande. Elle s'étend sur 500 km d'ouest en est et de 320 km du nord au sud au maximum.
Elle est entourée de quatre sujets et de deux pays : la Finlande et la république de Carélie au nord, l'oblast de Vologda à l'est, l'oblast de Novgorod au sud-est, l'oblast de Pskov au sud, l'Estonie à l'ouest, et Saint-Pétersbourg enclavée au centre-ouest. Elle est baignée par le golfe de Finlande à l'ouest, par le lac Ladoga au centre et le lac Onega au nord-est.

## Hydrographie

### Cours d'eau
L'oblast compte 25 000 cours d'eau d'une longueur totale de plus de 50 000 km. Les petits ruisseaux de moins de 10 km de long représentent à eux seuls environ 90 % du total. Les cours d'eau de la partie ouest de l'oblast se jettent dans le golfe de Finlande; les deux plus grands fleuves sont le Louga et le Narva, qui forment la frontière entre la Russie et l'Estonie. Les autres grands fleuves et rivières sont l'Oïat, le Sias, la Pacha, la Volkhov, la Svir, l'Oredej et la Vuoksa. Une grande partie de la superficie de l'oblast appartient au bassin versant du fleuve Neva, qui est le seul exutoire du lac Ladoga. Le Neva, qui se jette dans le golfe de Finlande (la ville de Saint-Pétersbourg est située dans embouchure) est relativement court, mais son bassin versant est très vaste, comprenant le lac Onega et le lac Ilmen. Les rivières Svir et Volkhov coulent du lac Onega et du lac Ilmen, respectivement, au lac Ladoga. Les autres principaux affluents du lac Ladoga sont la Vuoksi et la Sias.
| Nom       | Longueur (km) | Superficie du bassin (km²) |
| --------- | ------------- | -------------------------- |
| Louga     | 353           | 13 200                     |
| Oïat      | 266           | 5200                       |
| Siass     | 260           | 7300                       |
| Pacha     | 242           | 6700                       |
| Volkhov   | 224           | 80 200                     |
| Svir      | 224           | 84 000                     |
| Oredej    | 192           | 3200                       |
| Ptchiovja | 157           | 1970                       |
| Vuoksi    | 156           | 68 700                     |
| Narva     | 77            | 56 200                     |
| Néva      | 74            | 281 000                    |

### Lacs
L'oblast compte plus de 41 600 lacs, le plus grand 'entre eux étant le lac Ladoga, qui est aussi le plus grand lac d'Europe, avec une superficie de plus de 18 000 km2.
| Nom                | Superficie (km²) | Plus grande profondeur (m) |
| ------------------ | ---------------- | -------------------------- |
| Ladoga             | 17700            | 225                        |
| Onéga              | 9890             | 110                        |
| Vouoksa            | 95,6             | 24                         |
| Otradnoïe          | 66               | 27                         |
| Soukhodolskoïe     | 44.3             | 17                         |
| Välje-Stretchno    | 35,8             | 9                          |
| Samro              | 40.4             | 5                          |
| Gloubokoïe         | 37,9             | 12                         |
| Komsomolskoïe      | 24.6             | 20                         |
| Vatchozero         | 17               | —                          |
| Balakhanovskoïe    | 15.7             | 12                         |
| Pidmozero          | 15.7             | —                          |
| Tcheremenets       | 15               | 32                         |
| Nakhimovskoïe      | 14.3             | —                          |
| Siabero            | 14.2             | —                          |
| Pionerskoïe        | 13.8             | 17                         |
| Lembolovskoïe      | 12,5             | 8.3                        |
| Savozero           | 12.2             | —                          |
| Vrevo              | 12               | 44                         |
| Lioubimovskoïe     | 11.8             | —                          |
| Krasnogvardeïskoïe | 10.6             | —                          |
| Lessogorskoïe      | 10               | —                          |
| Seguejskoïe        | 10               | —                          |